# Phyciodes tharos
Phyciodes tharos är en fjärilsart som beskrevs av Dru Drury 1773. Phyciodes tharos ingår i släktet Phyciodes och familjen praktfjärilar. Inga underarter finns listade i Catalogue of Life.

## Bildgalleri

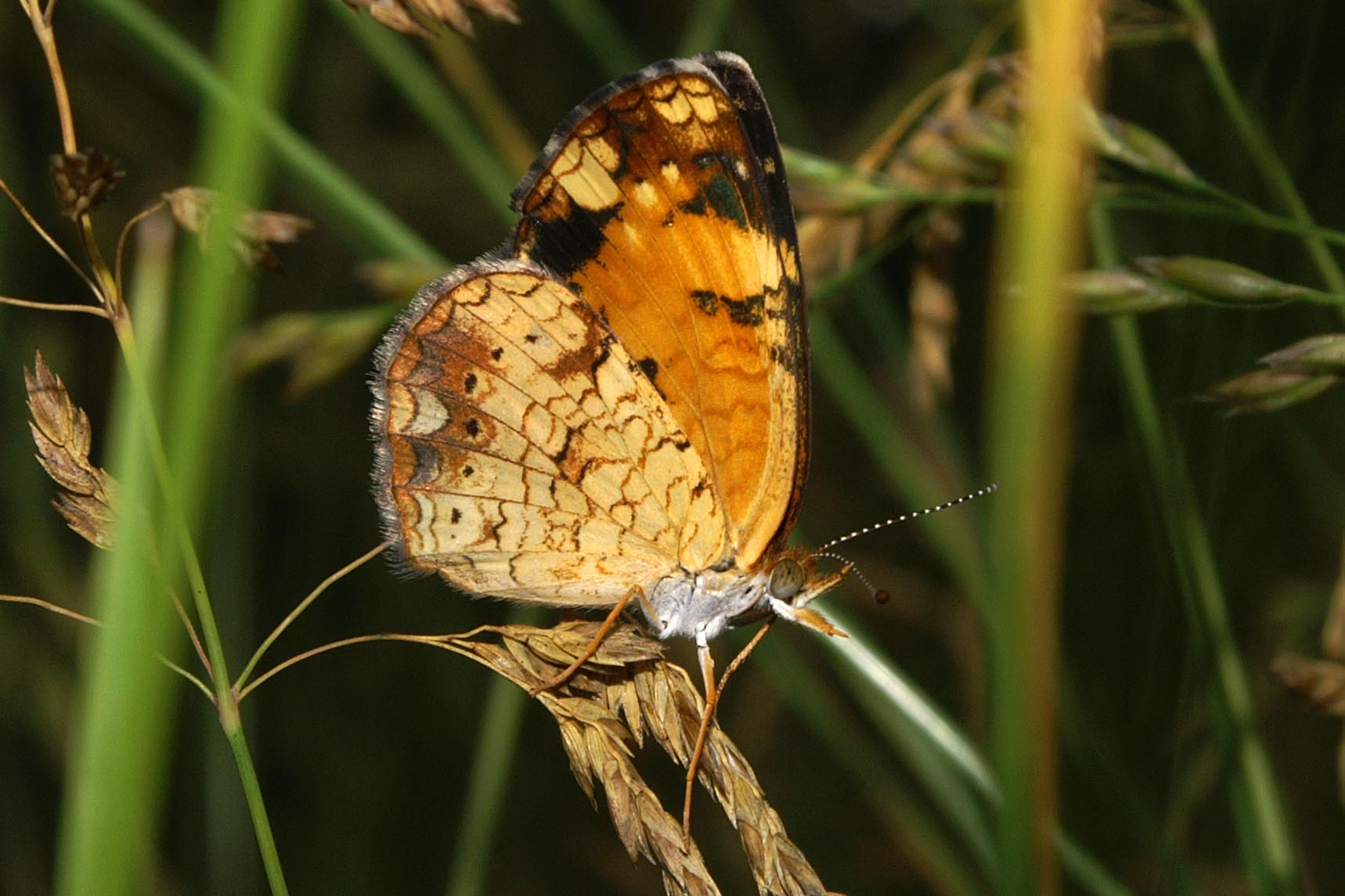
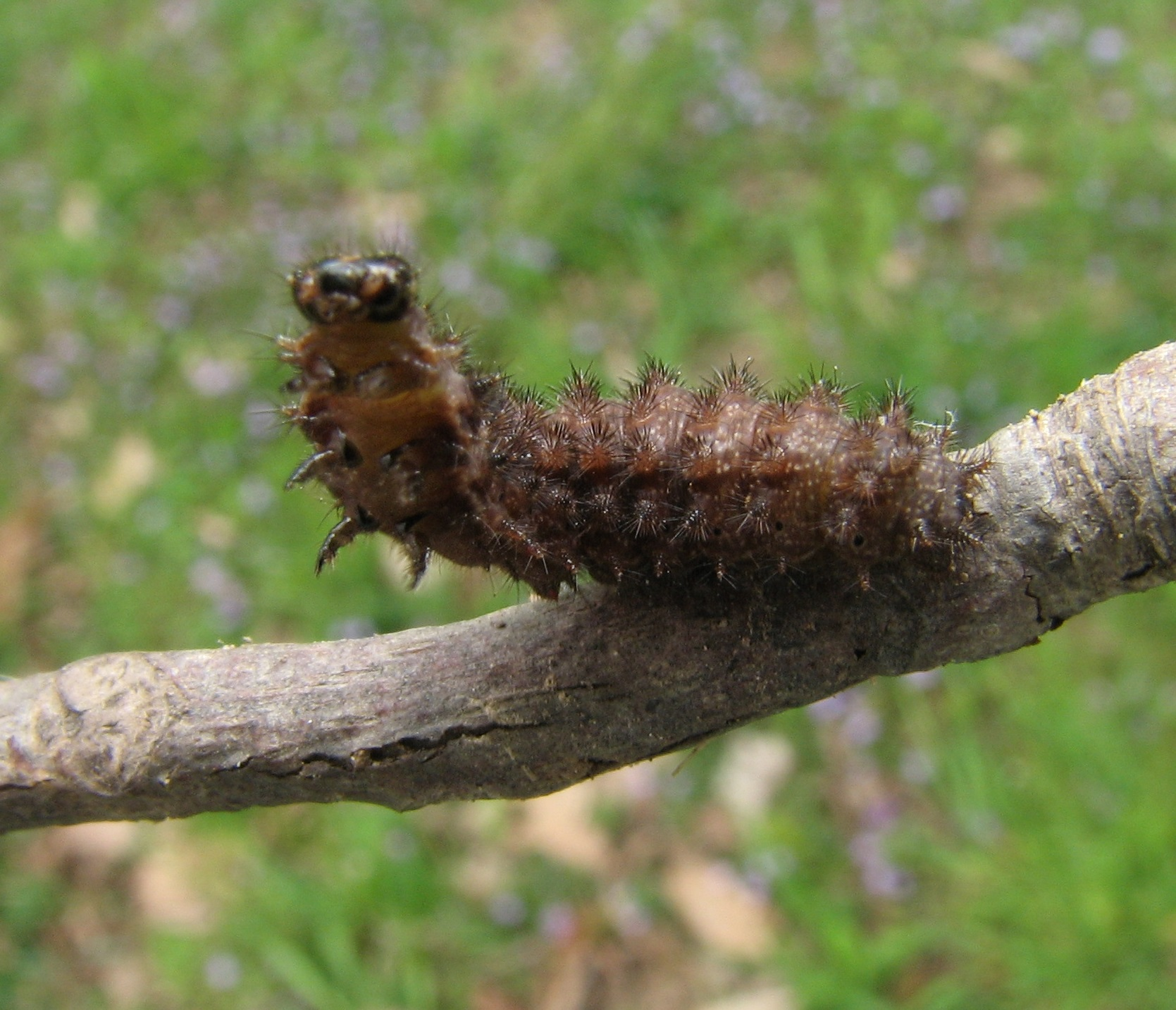
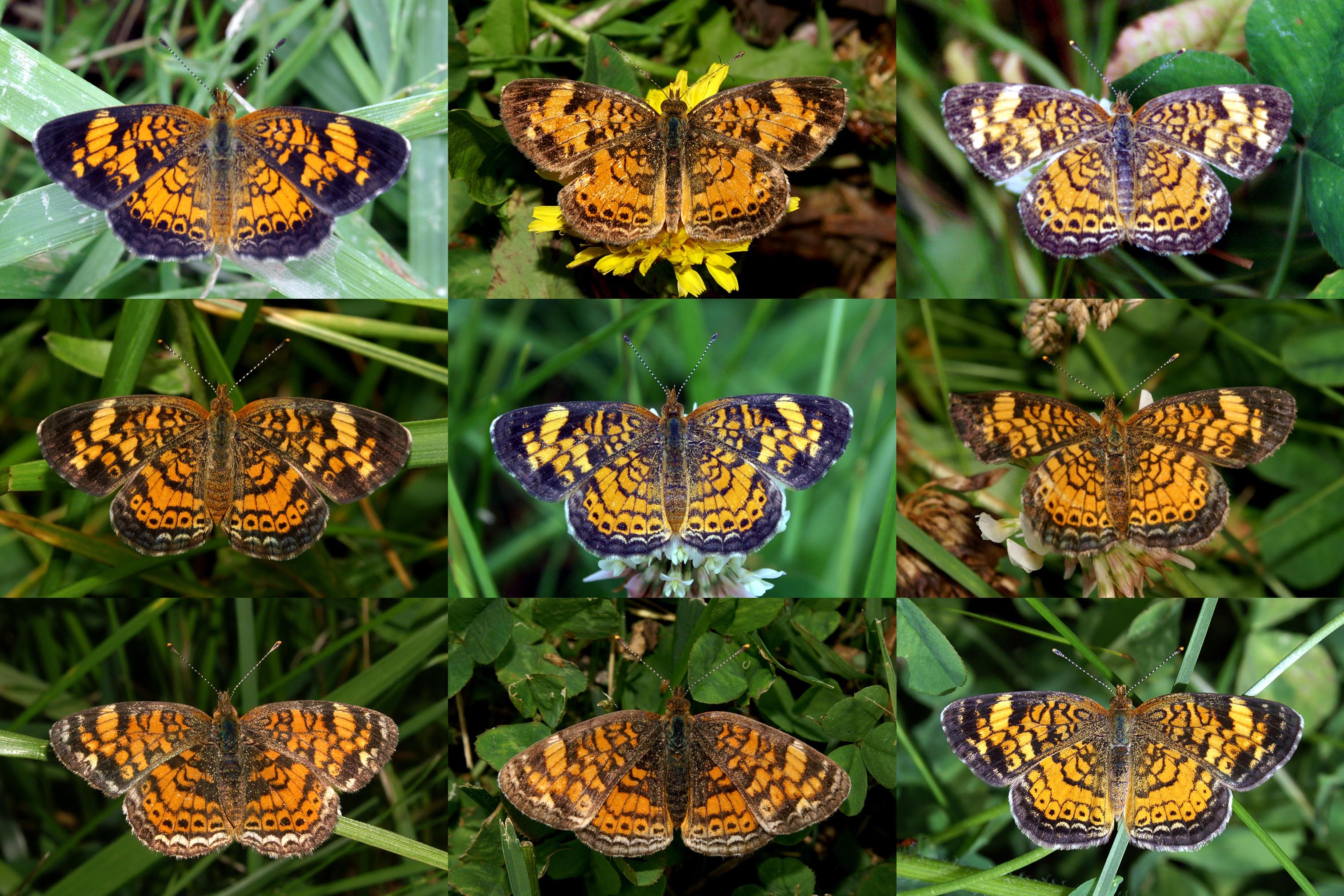
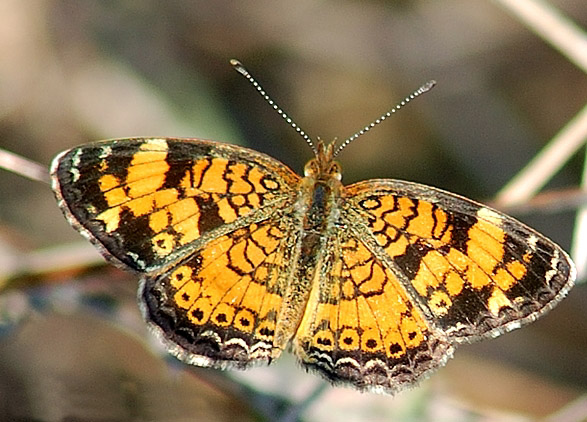